# アロガント級戦列艦
アロガント級戦列艦(Arrogant class ships of the line)はイギリス海軍の74門3等戦列艦。トーマス・スレードが設計した。

## 設計
アロガント級は前級ベローナ級戦列艦の発展型であり、基本的な寸法は共通である。当時の標準的な74門艦はすべて共通の武装をしており、アロガント級もこれに従っている。1758年に最初の2隻が発注され（これはベローナ級の後期2隻と同時に行われた）、1774年から若干改良を施した上で残りの10隻を建造した。

## 同型艦
| 艦名                             | 造船所                                            | 発注            | 進水            | その後                  |
| -------------------------------- | ------------------------------------------------- | --------------- | --------------- | ----------------------- |
| アロガント (HMS Arrogant)        | ジョン・バーナード造船所 （ハリッジ）             | 1758年 12月13日 | 1761年 1月22日  | 1810年売却              |
| コーンウォール (HMS Cornwall)    | ウィリアム・ウェルズ造船所 （デットフォード）     | 1758年 12月13日 | 1761年 5月19日  | 1780年自沈              |
| エドガー (HMS Edgar)             | ウリッジ工廠                                      | 1774年 8月25日  | 1779年 6月30日  | 1835年解体              |
| ゴライアス (HMS Goliath)         | デットフォード工廠                                | 1778年 2月21日  | 1781年 10月19日 | 1815年解体              |
| ゼラス (HMS Zealous)             | バーナード造船所 （デットフォード）               | 1782年 6月19日  | 1785年 6月25日  | 1816年解体              |
| オーディシャス (HMS Audacious)   | ランデール造船所 （ロザーハイス）                 | 不明            | 1785年 7月23日  | 1815年解体              |
| エレファント (HMS Elephant)      | パーソンズ造船所 （バースルドン）                 | 1781年 12月27日 | 1786年 8月24日  | 1830年解体              |
| ベレロフォン (HMS Bellerophon)   | グレーブス造船所 （フリンズベリー）               | 1782年 1月11日  | 1786年 10月6日  | 1836年売却              |
| サターン (HMS Saturn)            | レイモンド造船所 （ノーザム）                     | 1781年 12月22日 | 1786年 11月22日 | 1868年解体              |
| ヴァンガード (HMS Vanguard)      | デットフォード工廠                                | 1779年 12月9日  | 1787年 3月6日   | 1821年解体              |
| エクセレント (HMS Excellent)     | グラハム造船所 （ハリッジ）                       | 1781年 8月9日   | 1787年 11月27日 | 1830年練習艦 1835年解体 |
| イラストリアス (HMS Illustrious) | ヘンリー・アダムス造船所 （バックラーズ・ハード） | 1781年 12月31日 | 1789年 7月7日   | 1795年座礁              |